# Alonso Sánchez de Huelva

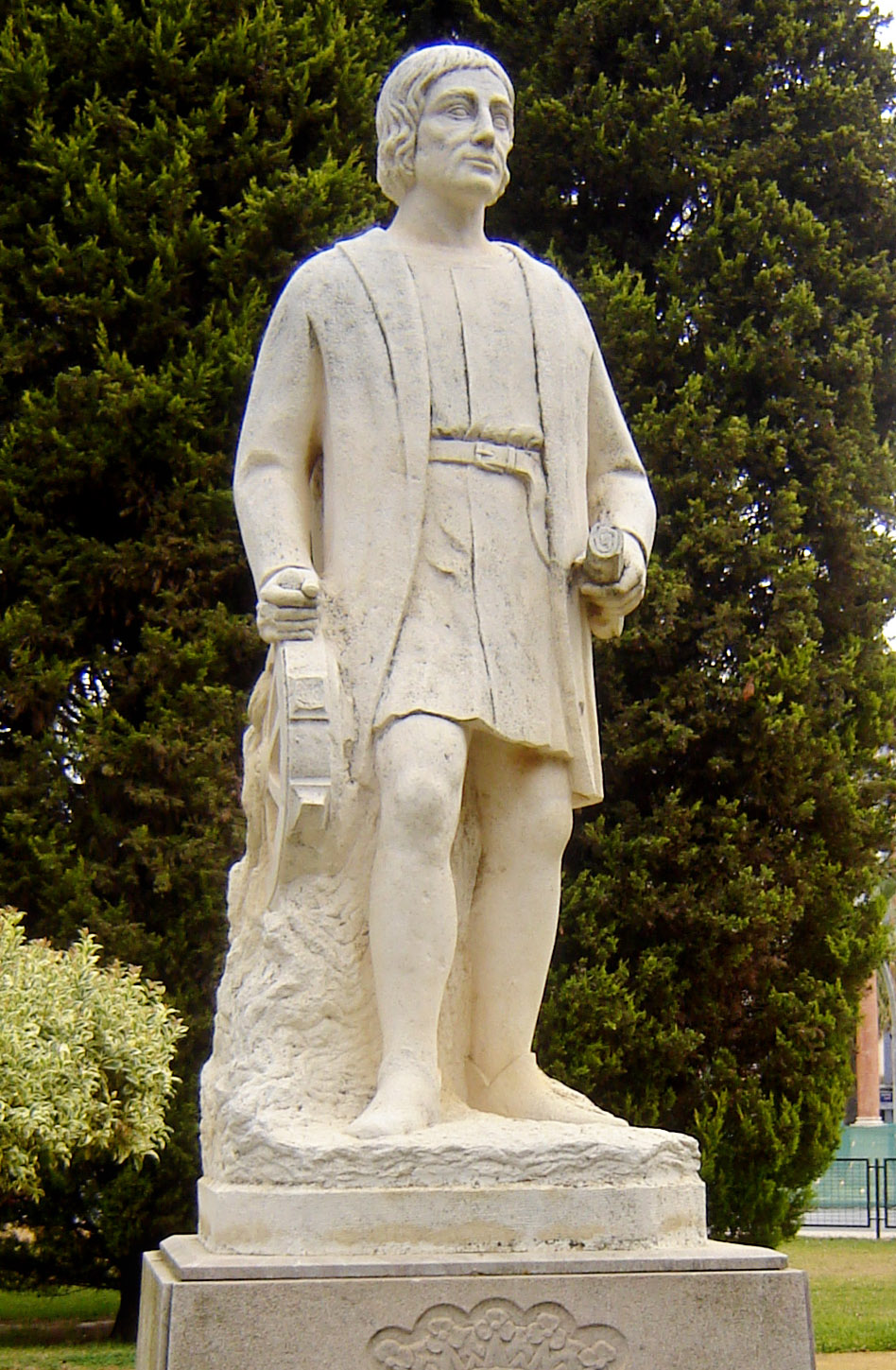
Estatua dedicada a Alonso Sánchez en Huelva.

Alonso Sánchez de Huelva es el nombre dado a un marinero y comerciante español, cuya existencia real no ha sido probada, nacido en Huelva a mediados del siglo XV y que supuestamente habría llegado a América antes de que lo hiciera Cristóbal Colón en 1492, motivo por el cual es también conocido como el Prenauta.
El mito de que Colón eligió la comarca onubense del Tinto-Odiel surgió porque este podría haber conocido las historias de este marino, el cual le habría confiado sus mapas del Nuevo Mundo.[cita requerida]

## Historia
Años después de los viajes de Colón, comenzaron a aparecer escritos que afirmaban que existía el rumor de que Cristóbal Colón no había sido el primero en viajar al Nuevo Mundo, aunque los autores consideraban que podía tratarse de rumores infundados para menoscabar el prestigio del navegante. Es entonces cuando se empieza a hablar de un piloto anónimo que pudo haber llegado a las costas americanas, y que le confiaría estos conocimientos a Colón. El padre Bartolomé de las Casas narra la historia de un navío que se ve envuelto en una tormenta y es desviado de su ruta original para acabar llegando al Nuevo Mundo:

«Díjose que una carabela o navío que había salido de un puerto de España y que iba cargada de mercadería para Flandes o Inglaterra, o para los tractos, la cual, corriendo terrible tormenta, y arrebatada de la violencia e ímpetu de ella, vino diz que, a parar a estas islas y que aquesta fue la primera que las descubrió.»
Fray Bartolomé de las Casas

En siglo XVI, una nota manuscrita en latín al margen de un ejemplar de las Décadas del Nuevo Mundo de Pedro Mártir da más detalles:

«Cristóbal Colón, genovés de nacimiento, hombre pobre, habitó en Portugal durante muchos años en la isla de Madera, a la que llegaron por azar unos de aquel país que habían navegado con una gran tempestad y habían arribado a las islas últimamente descubiertas; y cuando el piloto enfermó de muerte, él en persona dio al susodicho Cristóbal noticia de aquellas regiones en el año 1475.»
Licenciado Tudela, traducido del latín por Juan Gil

La primera persona en darle nombre al piloto anónimo fue el Inca Garcilaso de la Vega en sus Comentarios Reales aparecidos en 1609, donde cuenta que había oído la historia cuando era niño, de boca de viejos conquistadores. De acuerdo con este cronista, Alonso Sánchez hacía frecuentes viajes a Inglaterra, las islas Canarias y Madeira. En una travesía entre estos dos últimos lugares en un navío pequeño y con pocos marineros, fue sorprendido por una tormenta que lo desvió de su ruta y lo llevó hacia el oeste por aguas desconocidas. 
Al cabo de varias semanas y con la embarcación bastante dañada, los marineros avistaron tierra, una isla que a juicio del cronista podría haber sido La Española. Cuando llegó a un puerto extraño construido por los indígenas, desembarcó con los pocos marineros que le quedaban de la tormenta. Los indígenas lo recibieron bien porque eran más altos y tenían barba (los indígenas eran imberbes) y porque su religión les decía que desde el mar vendrían los dioses. Los indígenas le dieron comida, oro y le ofrecieron a sus mujeres como regalos. Después de todo esto empezaron a preparar el viaje de vuelta, pasaron aproximadamente una o dos semanas, y volvieron con un cálculo aproximado de cuando fueron conducidos por la tormenta. Después de casi un mes atracaron en la isla de Porto Santo, donde residía Cristóbal Colón. Alonso Sánchez, enfermo y siendo uno de los pocos sobrevivientes, siempre según estas historias orales, tomaría contacto con el navegante, al que trasladó toda la información que recogió el marinero.

«Este fue el primer principio, y origen del descubrimiento del Nuevo Mundo, de la cual grandeza, podrá loarse la pequeña Villa de Huelva, que tal hijo crio, de cuya relación certificado Cristobal Colón, insistió tanto en su demanda.»
Inca Garcilaso de la Vega

«Siendo cierto, que el primero, que dio noticia a Cristobal Colón del Nuevo Mundo, fue Alonso Sánchez de Huelva, marinero natural de Huelva.»
Bernardo Aldrete (1615)

La historia del prenauta Alonso Sánchez fue debatida durante siglos. Así, en 1762, José Ceballos, Comendador del convento de los Mercedarios Descalzos de Sevilla, en la censura a una obra sobre historia de Huelva, da como cierta la historia considerando la fuente del Inca Garcilaso de la Vega como original e irrefutable. 
En la ciudad de Huelva son varios los elementos que recuerdan a este navegante: un monumento en los Jardines del Muelle, obra del escultor León Ortega inaugurado el 15 de marzo de 1970, el Parque Alonso Sánchez, un instituto de educación secundaria o un barco de salvamento del puerto.

## Cortometraje
El prenauta también es el nombre del cortometraje dirigido por Elías Pérez y protagonizado por Alfonso Sánchez y Sebastián Haro, que habla sobre un momento crucial en la vida de Alonso Sánchez en su encuentro con Cristóbal Colón.